# 보기 (가수)
보기(Boggie, 1986년 11월 30일 ~ )는 헝가리의 가수이다. 유로비전 송 콘테스트 2015에서 헝가리 대표로 참가했다.